# County Kerry
County Kerry (Iers: Ciarraí) is een graafschap in het zuidwesten van Ierland, in de provincie Munster. Het heeft een oppervlakte van 4746 km² en een inwoneraantal van 145.502 (2011). De hoofdstad is Tralee.
Een van de beroemdste stadjes van Ierland, Killarney, ligt in Kerry. Het graafschap heeft twee nationale parken: het Nationaal Park Killarney en het Nationaal Park na Mara, Ciarraí. Het puntje van het schiereiland Dingle is het meest westelijk gelegen punt van het Ierse vasteland. Ook heeft het de hoogste berg van Ierland (de Carrauntoohil in de Macgillicuddy's Reeks).
De kustlijn van Kerry bestaat uit een reeks schiereilanden en baaien. Naast het schiereiland Dingle is er de Ring van Kerry, een populaire locatie voor toeristen (wandelen/fietsen), en het schiereiland Beara. Net uit de kust ligt een aantal eilandengroepen, waaronder de Blasket-eilanden en de Skellig-eilanden. Skellig Michael staat op de werelderfgoedlijst en is beroemd om het middeleeuwse klooster dat op de klippen van het eiland is gebouwd.
Op Ierse nummerplaten is de afkorting voor Kerry KY. De sportkleuren van het graafschap zijn groen en goud (ofwel "green and gold").

## Infrastructuur

### Trein
In County Kerry ligt de spoorlijn Mallow - Tralee met vier treinstations; Station Tralee, Station Farranfore, Station Killarney en Station Rathmore die via Station Mallow aansluit op Station Cork.

## Plaatsen
| Engels           | Iers                   | Inwoners |
| ---------------- | ---------------------- | -------- |
| Abbeydorney      | Mainistir Ó dTorna     | 418      |
| Abbeyfeale       | Mainistir na Féile     | 2.206    |
| Annascaul        | Abhainn an Scáil       | 291      |
| Ballinskelligs   | Baile na Sceilge       | 375      |
| Ballyferriter    | Baile an Fheirtéaraigh | -        |
| Ballylongford    | Béal Átha Longphúirt   | 415      |
| Ballymacelligott | Bailemhiceilegóid      | -        |
| Castleisland     | Oileán Chiarraí        | 2.536    |
| Dingle           | An Daingean            | 1.671    |
| Kenmare          | Neidín                 | 2.566    |
| Kilgarvan        | Cill Garbháin          | 264      |
| Killarney        | Cill Airne             | 14.412   |
| Killorglin       | Cill Orglan            | 2.163    |
| Listowel         | Lios Tuathail          | 4.794    |
| Smerwick         | Ard na Caithne         | -        |
| Tralee           | Trá Lí                 | 26.079   |

## Historische plaatsen
- Gallarus Oratory
- Skellig Michael

## Toeristische trekpleisters
- Muckross House
- Gap of Dunloe
- Ring of Kerry
- Ladies View
- Nationaal Park na Mara, Ciarraí
- Nationaal Park Killarney